# Araceli Mangas Martín
Araceli Mangas Martín (Ledesma, Salamanca; 2 de julio de 1953) es una jurista y catedrática universitaria española, especializada en Derecho internacional y europeo.
Es catedrática de Derecho Internacional Público y Relaciones Internacionales en la Facultad de Derecho de la Universidad Complutense de Madrid.
También es Académica de Número de la Real Academia de Ciencias Morales y Políticas de España (desde 2014). Colabora con frecuencia en los medios de comunicación.

## Formación y trayectoria académica
Licenciada en Derecho en la Universidad de Salamanca (1975). Fue investigadora en la Université Libre de Bruxelles (1977-1978).
Doctora por la Universidad Complutense de Madrid (UCM) en 1979. Su tesis sobre El Comité de Representantes de las Comunidades Europeas fue publicada por el Centro de Estudios Políticos y Constitucionales en 1980. 
Es discípula del Prof. Dr. D. Manuel Díez de Velasco Vallejo, Catedrático de Derecho Internacional Público de la UCM. Fue Becaria de la Fundación Juan March, 1980-82. Profesora Adjunta de Derecho Internacional Público en la UCM desde 1982 hasta obtener la Cátedra de Derecho Internacional en la Universidad de Salamanca en 1986, donde ejerció durante 25 años (1986-2011). 
Regresó a la Universidad Complutense en noviembre de 2011.

## Trayectoria profesional
- Fue Directora del Centro de Documentación Europea y Directora del Departamento de Derecho Público General en la Universidad de Salamanca
- Tuvo en 1990 una Cátedra "Jean Monnet" de Derecho de la UE, de las primeras otorgadas en España y el primer Centro de Excelencia Jean Monnet 1997 de España.
- Fue Codirectora y Directora Ejecutiva de la Revista de Derecho Comunitario Europeo (antes Revista de Instituciones Europeas) durante una veintena de años. Directora de la Revista General de Derecho Europeo desde su fundación en 2006 hasta marzo de 2021. Y de 2016 a 2019 fue Directora de la Revista Española de Derecho Internacional.[5]
- Presidió el comité “Derecho y Jurisprudencia” (2005-2006) y de 2007-2011 fue Vocal y Secretaria de la Comisión Nacional Evaluadora de la Actividad Investigadora/CNEAI, (entonces, siete científicos de toda España -primera jurista que accedió a la CNEAI-).
- Vocal de la Comisión Española de Derecho Internacional Humanitario (interministerial), desde 2011 a 2023.
- Consejera de España en el asunto sobre la compatibilidad de la declaración unilateral de independencia de Kosovo ante la Corte Internacional de Justicia en La Haya (2009-2010).
- Miembro del Patronato[6] del Real Instituto Elcano de Estudios Internacionales y Estratégicos ; también lo fue de su Consejo Científico (2005-2020).
- Miembro de los consejos científicos, entre otros, de la Fondation Jean Monnet pour l’Europe (Lausanne, Suiza); de Columbia Journal of European Law (Nueva York).

## Reconocimientos
- Premio 'Beatriz Galindo' del Colegio de Abogados de Salamanca, 2023.[7]
- Premio “Julián Marías” de la Comunidad de Madrid a la trayectoria científica en Humanidades de 2022.[8]
- Premio “Pelayo para Juristas de Reconocido Prestigio” de 2021.[9]
- Premio Castilla y León de Ciencias Sociales y Humanidades 2017.[10] concedido por la Junta de Castilla y León y entregado el 20 de abril de 2018 en Valladolid.[11]
- Fue elegida en mayo de 2013 académica de número[12] de la Real Academia de Ciencias Morales y Políticas e ingresó el 7 de abril de 2014. Fue la segunda mujer que ingresó en esa Real Academia.[13] Ostenta la medalla número 9, que ocupó anteriormente el profesor Juan Antonio Carrillo Salcedo. En enero de 2022 fue elegida Vicepresidenta de la Real Academia de Ciencias Morales y Políticas.[14]
- Doctora Honoris Causa por la Universidad Nacional de Córdoba (República Argentina) (2004), por la Universidad Nebrija de Madrid (2023) y por la Universidad de Salamanca (2024).[15]
- Nombrada por la Comisión Europea (febrero 1995) miembro del Comité de Sabios para asesorar en la reforma del Tratado de Maastricht (Comité formado por siete personalidades de toda la UE: J. Weyler, E. Noël, Simone Veil, H. Wallace…).
- En 1992 fue designada “Mujer Europea del Año en España” (por el Movimiento europeo, la Asociación de Periodistas Europeos y las Oficinas del Parlamento Europeo y de la Comisión Europea).
- Elegida “Salmantina del Año 2002” por los medios de comunicación de Salamanca en el año de “Salamanca, capital europea de la cultura”; y “Ledesmina del año” en 2004. Reconocimiento por el Ayuntamiento de Salamanca en el Día Internacional de la Mujer, 8 de marzo de 2017.
- Medalla de UNICEF en 1996.
- Medalla de Honor del Máster Universitario en Derecho de la Unión Europea de la Universidad Carlos III de Madrid (2015).
- Cruz de Honor de San Raimundo de Peñafort (2015).[16]
- Socia de Honor de Alumni, Asociación de Antiguos Alumnos de la Universidad de Salamanca, 2017.

## Principales publicaciones
- El Comité de Representantes Permanentes de las Comunidades Europeas (un análisis del proceso de decisión), Madrid, Centro de Estudios Políticos y Constitucionales, 1980.
- Derecho Comunitario Europeo y Derecho Español, Madrid, Tecnos, 1ª ed. 1986, 2ª ed. 1987.
- Conflictos armados internos y Derecho Internacional Humanitario, (en acceso abierto[17]) Universidad de Salamanca, 1993 (posteriores reimpresiones).
- Instituciones y Derecho de la Unión Europea, (coautora junto con Diego J. Liñán Nogueras) Ed. Tecnos, Madrid ,1ª ed. 1996; 10.ª ed. 2020, 637 pp.
- La Constitución Europea, Iustel, Madrid, 2005.
- Carta de los derechos fundamentales de Niza. Comentario artículo por artículo. Fundación BBVA, Madrid, 2008, pp. 927 (Directora y coautora de + de 200 pp). En acceso abierto.[18]
- Humanización, Democracia y Estado de Derecho en el ordenamiento internacional, Real Academia de Ciencias Morales y Políticas, Madrid, 2014, 214 páginas
- Autora de más de doscientos artículos en revistas científicas y contribuciones en libros científicos;[19] numerosos artículos de opinión sobre temas internacionales y europeos en los medios de comunicación nacionales.[20]

## Otras informaciones
María Dolores Pérez-Lucas Alba, Mujeres singulares salmantinas (siglo XX-XXI), Amarú Ediciones, 2004, pp. 177-188.